# Modjo (album)
A Modjo című album a francia house duo Modjo első, és egyetlen stúdióalbuma, mely az MCA Records kiadónál jelent meg 2001. szeptember 18-án. Az albumról 5. kislemez jelent meg. Az album legnagyobb slágere a Lady (Hear Me Tonight) című dal.

## Megjelenések
CD  Európa Barclay – 589 052-2, Sound Of Barclay – 589 052-2, Universal – 589 052-2
1. Acknowledgement	3:04
2. Chillin'	4:51
3. Lady (Hear Me Tonight)	5:04
4. Too Good To Be True	1:25
5. Peace Of Mind	3:14
6. What I Mean	4:10
7. Music Takes You Back	4:12
8. No More Tears	6:15
9. Rollercoaster	4:11
10. On Fire	6:33
11. Savior Eyes	5:11
12. Lady (Acoustic Version)	3:13

## Slágerlista
| Cím   | Album megjelenés                                                            | Slágerlistás helyezések | Slágerlistás helyezések | Slágerlistás helyezések | Slágerlistás helyezések | Slágerlistás helyezések |
| Cím   | Album megjelenés                                                            | FRA                     | AUT                     | FIN                     | GER                     | SWI                     |
| ----- | --------------------------------------------------------------------------- | ----------------------- | ----------------------- | ----------------------- | ----------------------- | ----------------------- |
| Modjo | - Megjelent: 2001. szeptember 18. - Label: Universal - Formátum: CD, LP, MC | 21                      | 41                      | 39                      | 30                      | 13                      |